# Samuel Sanford Shapiro
Pour les articles homonymes, voir Shapiro.
Samuel Sanford Shapiro, né le 13 juillet 1930 et mort le 5 novembre 2023, est un statisticien et ingénieur américain. Il est professeur émérite de statistiques à l'Université Internationale de Floride. Il est connu pour être l'un des co-auteurs du Test de Shapiro-Wilk.

## Biographie
Né en 1930, Samuel Sanford Shapiro est diplômé en statistique du City College of New York en 1952.